# 海士町
海士町（日语：／ Ama chō */?）是位于隱岐群島中之島的一個町。主要產業為漁產及牡蠣、隱岐牛的養殖。

## 歷史
過去為隱岐國海部郡轄下的布施鄉、佐作鄉、海部鄉。
1221年後鳥羽天皇曾被流放至此，直至1239年過世。
江戶時代屬松江藩的領地，現在的轄區在當時分屬：海士村、豐田村、崎村、宇津賀村、知知井村、福井村、太井村。1904年合併為海士村，確定了現在的轄區。

### 年表
- 1904年4月1日：實施町村制，海士村、豐田村、崎村、宇津賀村、知知井村、福井村、太井村合併為海士村，屬海士郡。
- 1969年1月1日：改制為海士町。
- 1969年4月1日：海士郡與周吉郡、穩地郡、知夫郡合併為隱岐郡。

## 教育

### 高等學校
- 島根縣立隠岐島前高等學校（日语：島根県立隠岐島前高等学校）

## 外部連結
- （日語） 潮風農場 （页面存档备份，存于）